# 1428
- Wikisource

| Calendário gregoriano                                                        | 1428 MCDXXVIII                                       |
| Ab urbe condita                                                              | 2181                                                 |
| Calendário arménio                                                           | 877 – 878                                            |
| Calendário bahá'í                                                            | -416 – -415                                          |
| Calendário budista                                                           | 1972                                                 |
| Calendário chinês                                                            | 4124 – 4125 Início a 17 de janeiro (aproximadamente) |
| Calendário copta                                                             | 1144 – 1145                                          |
| Calendário etíope                                                            | 1420 – 1421                                          |
| Calendários hindus - Vikram Samvat - Calendário nacional indiano - Cáli Iuga | 1483 – 1484 1349 – 1350 4528 – 4529                  |
| Calendário Holoceno                                                          | 11428                                                |
| Calendário islâmico                                                          | 831 – 832                                            |
| Calendário judaico                                                           | 5188 – 5189                                          |
| Calendário persa                                                             | 806 – 807                                            |
| Calendário rúnico                                                            | 1678                                                 |
| Calendário solar tailandês                                                   | 1971                                                 |

1428 (MCDXXVIII, na numeração romana) foi um ano bissexto do século XV do Calendário Juliano, da Era de Cristo, e as suas letras dominicais foram D e C (53 semanas), teve  início a uma quinta-feira e terminou a uma sexta-feira.
No reino de Portugal estava ainda em vigor a Era de César que já contava 1466 anos.
| Ano completo                           |
| -------------------------------------- |
| Ano bissexto com início à quinta-feira |

## Eventos
- Casamento do futuro rei D. Duarte de Portugal com Leonor de Aragão.

## Nascimentos
- Ricardo Neville, Conde de Warwick, o fazedor de reis da guerra das rosas.

## Mortes
- 6 de novembro - Guillaume Fillastre, humanista, jurista, teólogo católico, canonista, bispo, cardeal e geógrafo francês (n. 1348).